# Монталео (Пиза)
Монталео је насеље у Италији у округу Пиза, региону Тоскана.
Према процени из 2011. у насељу је живело 12 становника. Насеље се налази на надморској висини од 168 м.